# João Gonçalves Pereira

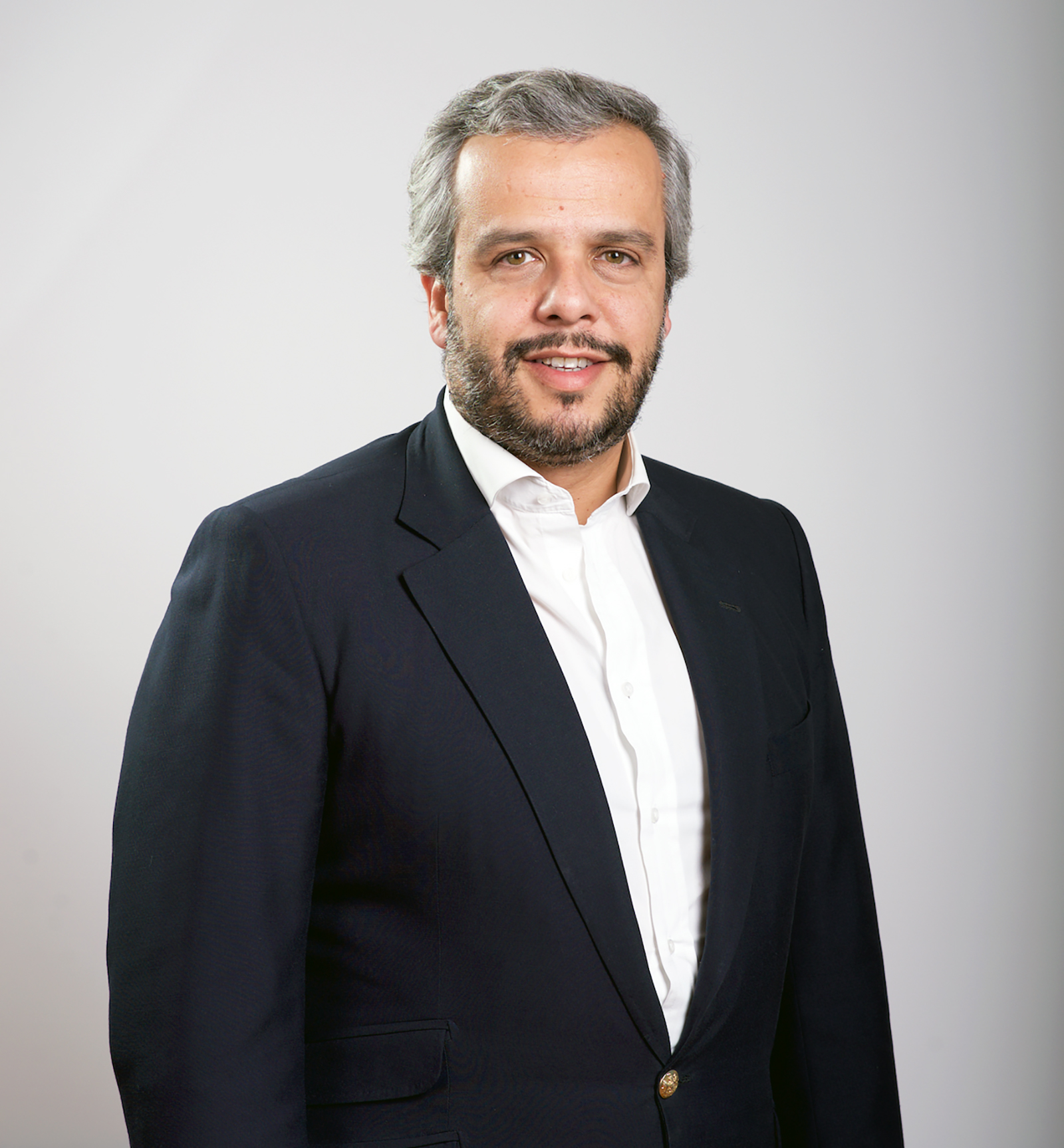
João Gonçalves Pereira

João Pedro Guimarães Gonçalves Pereira (Lisboa, Freguesia de São Cristóvão e São Lourenço, 7 de maio de 1977) é um político português, membro da Comissão Política Nacional do CDS-PP e vereador (sem pelouro) na Câmara Municipal de Lisboa e foi deputado à Assembleia da República, assumindo o cargo depois da renúncia de Assunção Cristas até abril de 2021, altura em que renunciou ao mandato.

## Biografia

### Educação
Após ter concluído a sua licenciatura na área da Ciência Política na Universidade Lusíada de Lisboa (1997-2001), João Gonçalves Pereira obteve em 2004 uma pós-graduação em Gestão de Comunicação de Crises pelo Instituto Superior de Comunicação. Na mesma área, concluiu ainda o curso em Gestão Civil de Crises ministrado pelo Instituto de Defesa Nacional (2012). Nas áreas da gestão e negociação obteve formação adicional com a conclusão do Programa de Especialização em Negociação da Universidade Católica Portuguesa (2012-2013) e do Management Insights Program, também na UCP (2015). 

### Família
É casado e tem quatro filhos. 

## Carreira política
É atualmente Deputado pelo CDS-PP na Assembleia da República. Exerceu também trabalho autárquico como Vereador (sem pelouro) na Câmara Municipal de Lisboa, entre 2017 e 2021, pela coligação 'Nossa Lisboa', após ter sido eleito no mandato anterior, 2013-2017, pela coligação Sentir Lisboa. . Entre maio de 2014 e 2017 foi o Comissário Municipal  escolhido pela autarquia para o Combate ao Desperdício Alimentar na Capital . Acumulou as funções referidas com as de Deputado à Assembleia da República eleito pelo CDS-PP na XII Legislatura , tendo cumprido todo o mandato entre junho de 2011 e outubro de 2015. Na XIII Legislatura assumiu as funções de deputado à Assembleia da República, pelo círculo de Lisboa, substituindo Filipe Lobo d'Ávila. Na XIV Legislatura regressou ao cargo de deputado parlamentar, ocupando o lugar de Assunção Cristas, que renunciou às suas funções, até abril de 2021, altura em que renunciou ao mandato.

A 14 de julho de 2016, foi eleito Presidente da Distrital de Lisboa do CDS/PP e entre abril de 2014 e outubro de 2015 presidiu ao Grupo Parlamentar de Amizade Portugal-Geórgia. É, desde outubro de 2014, Vice-Presidente da Assembleia Geral do Instituto Benjamin Franklin , uma instituição que reúne diversas personalidades da sociedade civil portuguesa e que tem como objetivo o reforço das relações entre Portugal, os Países Africanos de Língua Oficial Portuguesa e os Estados Unidos da América. Na área desportiva, é presidente da direção do Núcleo de Cicloturismo de Alvalade. Integrou o Conselho Leonino do Sporting Clube de Portugal. Foi também, entre 2004 e 2006, o presidente da Fundação Carlos Lopes, tendo sido um dos fundadores da mesma.